# Hloubětín (metrostation)
Hloubětín is een metrostation van de metro van Praag. Het station bevindt zich in de wijk Hloubětín, waarnaar het ook genoemd is. Het station wordt aangedaan door metrolijn B.
Het metrostation werd geopend in 1999
Černý Most · Rajská zahrada · Hloubětín · Kolbenova · Vysočanská · Českomoravská · Palmovka · Invalidovna · Křižíkova · Florenc · Náměstí Republiky · Můstek · Národní třída · Karlovo náměstí · Anděl · Smíchovské nádraží · Radlická · Jinonice · Nové Butovice · Hůrka · Lužiny · Luka · Stodůlky · Zličín